# Бялашево-Кольонія
Бялашево-Кольонія (пол. Białaszewo-Kolonia) — село в Польщі, у гміні Граєво Ґраєвського повіту Підляського воєводства.
У 1975-1998 роках село належало до Ломжинського воєводства.